# Itatiella ulei
Itatiella ulei és una espècie de molsa de la família de les politricàcies que viu exclusivament a certes regions d'Amèrica del Sud.
Aquesta espècie destaca per una mida global petita i tenir l'àpex de les fulles flexionat. Pot ser distingida per les cèl·lules de la lamel·la distal, que són individuals i de forma ròmbica.

## Descripció
L'espècie Itatiella ulei presenta gametòfits petits, d'entre 10 i 25 mm de llargada, i de colors entre verd fosc i marró. Les tiges són de color marró i erectes, amb fulles oblongo-lanceolades d'entre 2,5 i 4,0 mm de llarg, que presenten un àpex flexionat cap endins. Els rizoides són de color marró pàl·lid i s'orienten verticalment cap el sòl. En general, les fulles d'aquesta molsa tenen forma entre quadrada i hexagonal amb parets cel·lulars amples.
La planta és dioica, i al voltant dels òrgans femella i mascles presenta periqueci i perigoni, respectivament. El periqueci que envolta l'arquegoni i la base de la seta és terminal i de fulles llargues. El perigoni que envolta l'anteridi també és terminal, però les seves fulles són curtes i amples.
Els esporòfits són comuns de trobar. Són de color marró clar amb urnes de forma globular localitzades al final d'una seta erecta de 5 a 10 mm. La càpsula és erecta i simètrica, amb un opercle cònic amb un acabat rostrat. El peristoma no presenta dents (gimnostòmic). La caliptra té forma de caputxa i només està tallada per una banda (i. e. cuculada).

## Distribució
Itatiella ulei és endèmica del sud i sud-est de Brasil. Es pot trobar en algunes àrees dels estats d'Espírito Santo, Minas Gerais, Paraná, Rio de Janeiro i São Paulo. S'ha arribat a trobar en estatges montans de més de 1500 m d'altitud.

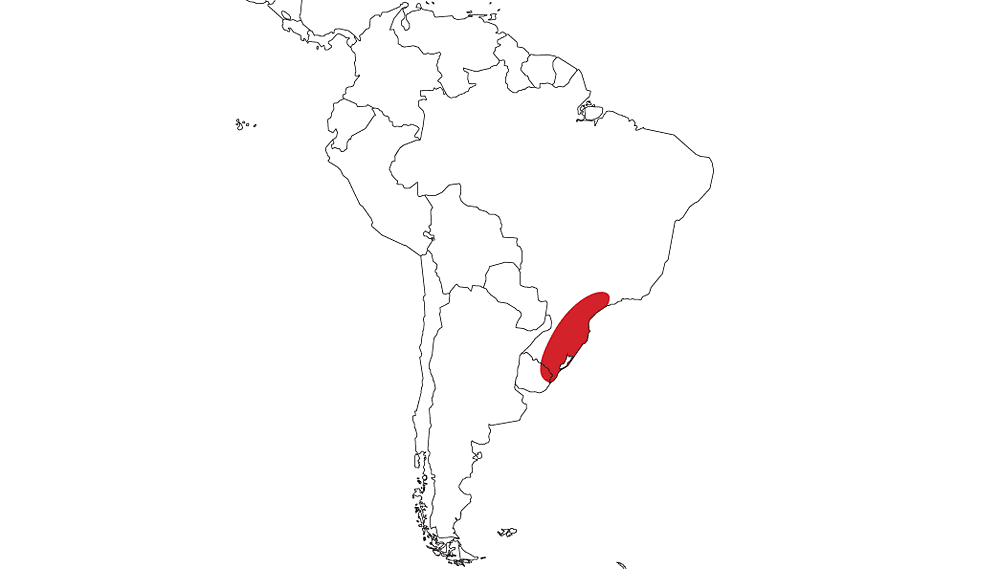
Distribució

## Ecologia
L'espècie creix sobre sòl als marges de boscos montans i camps alts del bioma Mata Atlântica, entre 900 i 2900 m d'altitud.